# I (kana)
I (romanização do hiragana い ou katakana イ) é um dos kana japoneses que representam um mora. No sistema moderno de ordem alfabética japonesa (Gojūon), ele ocupa a 2.ª posição do alfabeto, entre A e U.
| Forma                         | Romaji | Hiragana        | Katakana        |
| ----------------------------- | ------ | --------------- | --------------- |
| Normal a/i/u/e/o (あ行 a-gyō) | i      | い              | イ              |
| Normal a/i/u/e/o (あ行 a-gyō) | ii ī   | いい, いぃ いー | イイ, イィ イー |

| \| (ya) \| (や) \| (ヤ) \| \| (yi) \| (い) \| (イ) \| \| (yu) \| (ゆ) \| (ユ) \| \| ye \| いぇ \| イェ \| \| (yo) \| (よ) \| (ヨ) \| |      |      |
| (ya) | (や) | (ヤ) |
| (yi) | (い) | (イ) |
| (yu) | (ゆ) | (ユ) |
| ye | いぇ | イェ |
| (yo) | (よ) | (ヨ) |

## Formas variantes
Versões menores do kana (ぃ, ィ) são utilizadas para expressar moras estrangeiros na língua japonesa, como フィ (fi).

## Formas alternativas
No braile japonês, い ou イ é representado como:
| ●  | － |
| ●  | － |
| － | － |

O Código Morse para い ou イ, é ・－.

## Traços

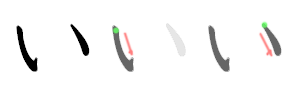
Seqüência de traços para escrita do い

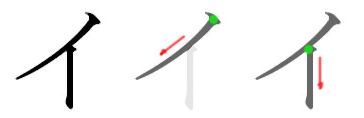
Seqüência de traços para escrita do イ